# WWE Judgment Day
WWE Judgment Day foi um evento pay-per-view (PPV) de wrestling profissional produzido pela World Wrestling Entertainment (WWE), uma promoção de wrestling profissional com sede em Connecticut. Foi realizado pela primeira vez como o 25º PPV In Your House em outubro de 1998. O evento foi então trazido de volta como seu próprio PPV em maio de 2000, substituindo Over the Edge. O Judgment Day continuou como o PPV anual de maio até o evento final em 2009. Para coincidir com a extensão da marca, o evento foi feito exclusivo da marca SmackDown de 2004 a 2006. Após a WrestleMania 23 em abril de 2007, os PPVs exclusivos da marca foram descontinuados. Em 2010, o Judgment Day foi substituído por Over the Limit.

## História
O Judgment Day foi realizado pela primeira vez como um evento pay-per-view (PPV) In Your House. In Your House foi uma série de PPVs mensais produzidos pela World Wrestling Federation (WWF, agora WWE) em maio de 1995. Eles foram ao ar quando a promoção não estava segurando um de seus principais PPVs e foram vendidos a um custo menor. Judgment Day: In Your House foi o 25º evento In Your House e aconteceu em 18 de outubro de 1998, no Rosemont Horizon em Rosemont, Illinois.
A marca In Your House foi aposentada após o St. Valentine's Day Massacre: In Your House de fevereiro de 1999: In Your House. Como resultado da morte do lutador da WWF Owen Hart no Over the Edge PPV de 1999, que foi realizado em maio, a cronologia do Over the Edge PPV foi cancelada e o Judgment Day foi restabelecido como seu próprio PPV no ano seguinte, sendo realizado em 21 de maio de 2000, no Freedom Hall em Louisville, Kentucky. Este segundo evento do Judgment Day estabeleceu o Judgment Day como o PPV anual de maio da promoção.
Em maio de 2002, o WWF foi renomeado para World Wrestling Entertainment (WWE) como resultado de um processo do World Wildlife Fund sobre o inicialismo "WWF". O Judgment Day 2002 foi por sua vez o primeiro PPV produzido pela promoção a ser realizado sob o nome da WWE.
Em março de 2002, a promoção realizou um draft que dividiu sua lista em duas marcas distintas de wrestling, Raw e SmackDown!, onde os lutadores foram designados exclusivamente para atuar[7]—uma terceira marca, ECW, foi adicionada em 2006.[8] Ambos os eventos do Dia do Julgamento de 2002 e 2003 apresentaram lutadores do Raw e do SmackDown! marcas.[6][9] O evento de 2003 também foi o evento final a não ser exclusivo da marca até o Backlash 2007.[9] O Judgment Day de 2004 a 2006 apresentou exclusivamente lutadores do SmackDown! marca.[10][11][12] Após a WrestleMania 23 em abril de 2007, a WWE descontinuou os PPVs exclusivos da marca,[13] assim os eventos de 2007 a 2009 apresentaram lutadores das marcas Raw, SmackDown e ECW.[14][15][16] O evento de 2009 foi o último PPV do Dia do Julgamento realizado, pois o evento foi descontinuado e substituído por Over the Limit em 2010.[17]
Em 2022, a WWE reutilizou o nome da nova stable de Edge, The Judgment Day.

## Eventos
|  | Eventos da marca SmackDown |

| #                                                   | Evento                      | Data                  | Cidade                    | Local                        | Evento principal | Ref. |
| --------------------------------------------------- | --------------------------- | --------------------- | ------------------------- | ---------------------------- | --- | ---- |
| 1                                                   | Judgment Day: In Your House | 18 de outubro de 1998 | Rosemont, Illinois        | Rosemont Horizon             | The Undertaker vs. Kane pelo Campeonato da WWF vago com Stone Cold Steve Austin como árbitro convidado especial                        |      |
| 2                                                   | Judgment Day (2000)         | 21 de maio de 2000    | Louisville, Kentucky      | Freedom Hall                 | The Rock (c) vs. Triple H em uma luta Iron Man de 60 minutos pelo Campeonato da WWF com Shawn Michaels como árbitro convidado especial |      |
| 3                                                   | Judgment Day (2001)         | 20 de maio de 2001    | Sacramento, California    | ARCO Arena                   | Stone Cold Steve Austin (c) vs. The Undertaker em uma luta No Holds Barred pelo Campeonato da WWE                                      |      |
| 4                                                   | Judgment Day (2002)         | 19 de maio de 2002    | Nashville, Tennessee      | Gaylord Entertainment Center | Hollywood Hulk Hogan (c) vs. The Undertaker pelo Campeonato Indiscutível da WWE                                                        |      |
| 5                                                   | Judgment Day (2003)         | 18 de maio de 2023    | Charlotte, North Carolina | Charlotte Coliseum           | Brock Lesnar (c) vs. Big Show em uma luta Stretcher pelo Campeonato da WWE                                                             |      |
| 6                                                   | Judgment Day (2004)         | 16 de maio de 2004    | Los Angeles, California   | Staples Center               | Eddie Guerrero (c) vs. John "Bradshaw" Layfield pelo Campeonato da WWE                                                                 |      |
| 7                                                   | Judgment Day (2005)         | 22 de maio de 2005    | Minneapolis, Minnesota    | Target Center                | John Cena (c) vs. John "Bradshaw" Layfield em uma luta "I quit" pelo Campeonato da WWE                                                 |      |
| 8                                                   | Judgment Day (2006)         | 21 de maio de 2006    | Phoenix, Arizona          | US Airways Center            | Rey Mysterio (c) vs. John "Bradshaw" Layfield pelo Campeonato Mundial dos Pesos Pesados                                                |      |
| 9                                                   | Judgment Day (2007)         | 20 de maio de 2007    | St. Louis, Missouri       | Scottrade Center             | John Cena (c) vs. The Great Khali pelo Campeonato da WWE                                                                               |      |
| 10                                                  | Judgment Day (2008)         | 18 de maio de 2008    | Omaha, Nebraska           | Qwest Center Omaha           | Triple H (c) vs. Randy Orton em uma luta na jaula de aço pelo Campeonato da WWE                                                        |      |
| 11                                                  | Judgment Day (2009)         | 17 de maio de 2009    | Rosemont, Illinois        | Allstate Arena               | Edge (c) vs. Jeff Hardy pelo Campeonato Mundial dos Pesos Pesados                                                                      |      |
| (c) – refere-se ao(s) campeão(es) indo para a luta. |                             |                       |                           |                              | |      |